# Clubiona odesanensis
Clubiona odesanensis là một loài nhện trong họ Clubionidae.
Loài này thuộc chi Clubiona. Clubiona odesanensis được Kap Yong Paik miêu tả năm 1990.